# Fotorama

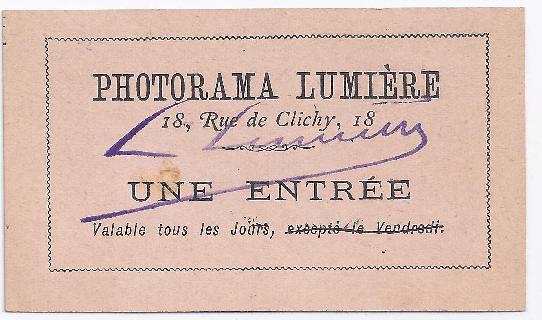
Bitllet d'entrada al Fotorama Lumière

El 29 de desembre del 1900, Louis Lumière va patentar el Fotorama (o Photorama en francès). El Fotorama es un procediment fotogràfic panoràmic que permet la reproducció completa de l'horitzó, és a dir 360°, en una sola tira fotogràfica, i la projecció integral d'aquesta tira en una pantalla cilíndrica.

## Història
El Fotograma Lumière tenia per objectiu ser el màxim resultat fotogràfic del panorama, invenció del pintor irlandès Robert Barker (1739-1806). Barker va patentar el 1787 un dispositiu que anomena "La natura d'un cop d'ull" : els espectadors es col·loquen sobre una estrada i es troben al centre d'un paisatge o d'un camp de batalla, pintat amb la tècnica trompe-l'œil sobre una tela estesa tot al voltant d'una sala rodona.
La moda del panorama i del diorama neix als voltants del segle xviii, i va venir seguida per la promesa de ser reinventada pel panorama fotogràfic, on desenes d'imatges podien ser presentades consecutivament, renovant a l'infinit el principi dels panorames pintats. Centenars de fotografies amb format de 8,7x63 cm serien realitzades.
Aquest invent va resultar en una veritable moda que es va obrir pas per tot Europa instal·lant múltiples sales rodones i altres panorames que duraria fins als inicis del segle xx. Des dels inicis de la fotografia, es van utilitzar diveres tècniques per allargar el camp de visió de les càmeres o de juxtaposició de diferents tires fotogràfiques.
Diversos procediments panoràmics havien precedit aquesta invenció, permetent l'obtenció d'imatges que cobrien fins a 180°, però molt pocs, com el de Damoizeau el 1891, que poguessin permetre la obtenció d'un panorama complet. Hi van haver diferents intents de projecció "total" presentats per exemple durant l'Exposició de Chicago, que només donarien resultats imperfectes.
La importància per tant del sistema Lumière ve donada per ser el primer a permetre a la vegada la presa d'imatges i la projecció perfecta, amb l'afegit que a més era en proporcions immenses, ja que la imatge projectada mesurava més de sis metres d'alçada.
Malauradament, l'explotació de la sala del Fotorama instal·lada al carrer de Clichy de París el febrer del 1902 es tornaria massa cara de mantenir, i malgrat la proesa tècnica i el gegantisme de la representació, la sala tancaria les portes després de la segona temporada, a la primavera del 1903. Tot i així, després dels dos anys d'explotació, Alexandre Promio, un dels projectors dels germans Lumière, creient sense cap dubte en el futur comercial d'aquella invenció, va constituir la Societat del Périphote i del Fotorama (Société du Périphote et du Photorama en francès) amb l'objectiu de seguir explotant el Fotorama. Els resultats no van ser ni de bon tros a l'alçada de l'esforç que hi va dedicar i davant de la indiferència general la sala va tancar el 1907.

## Funcionament

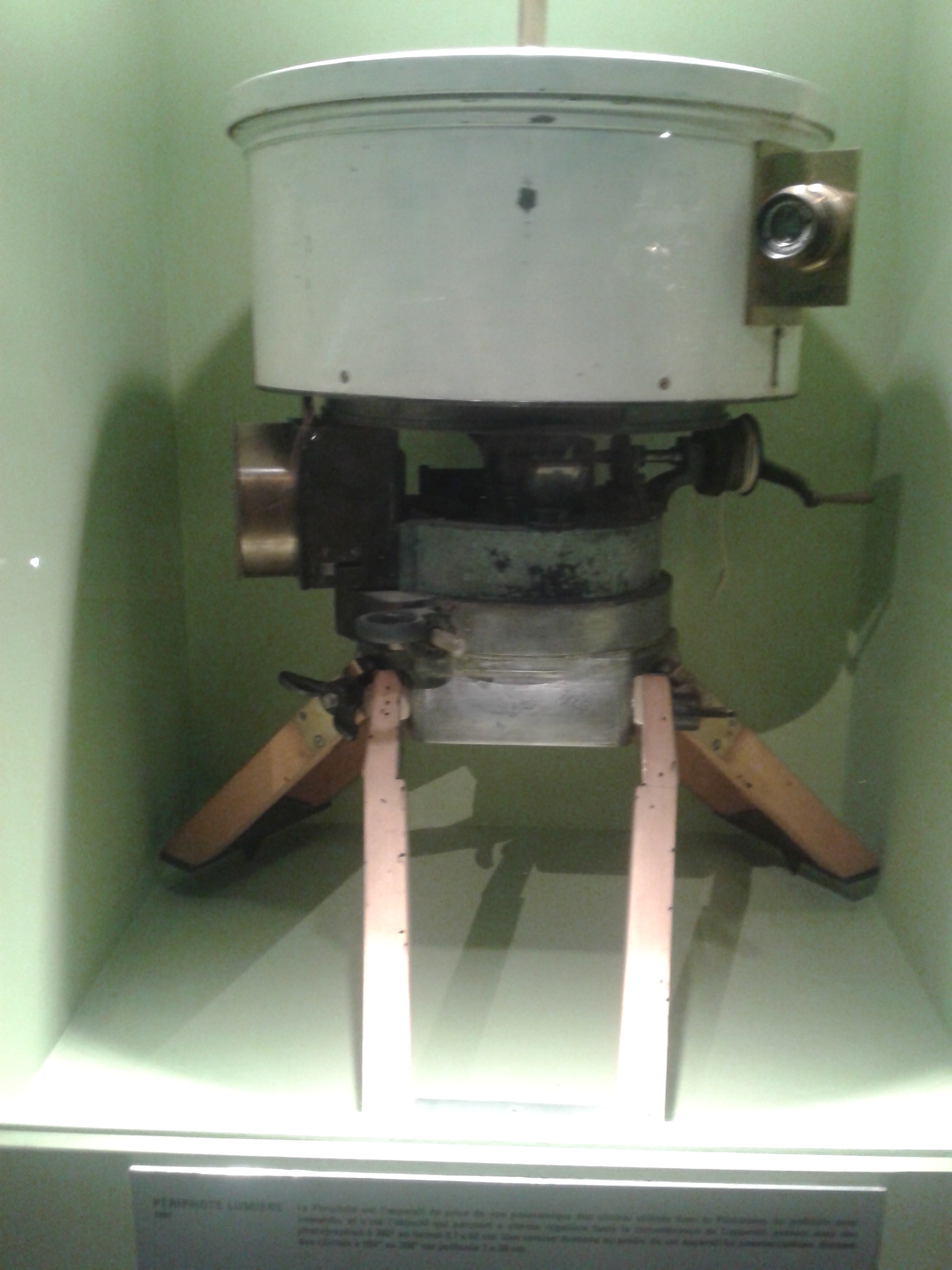
Périphote dels Lumière

Les imatges eren realitzades amb el Périphote i la projecció amb el Fotorama dels quals l'únic exemplar recuperat es troba al Museu Lumière.
L'èxit de la projecció té a veure en què Louis Lumière apliqués al seu aparell certs principis de l'obturació del cinematògraf. En lloc dels sistemes fixes experimentats fins llavors, ell va utilitzar d'aquesta forma un mecanisme mòbil: la projecció uniforme del conjunt de la fotografia enrotllada en cilindre és obtinguda per la rotació continua a 180 rev/m (3 revolucions per segon) d'un plat suportant 12 objectius, assegurant-ne l'ampliació, col·locats a la perifèria de la pel·lícula, que resta immòbil.
Cada porció d'imatge és així considerada com un fotograma virtual i cada ampliació d'aquesta porció d'imatge és renovada cada vegada que un objectiu passa davant d'ella: la captació de la retina barreja el conjunt d'aquestes porcions d'imatges projectades sobre la pantalla circular en una sola imatge continua. D'aquesta manera,  no s'han donat aberracions degudes a la utilització d'objectius fixes ampliant a cadascú una porció sempre idèntica de la pel·lícula, la mateixa que sobre la pantalla donava el mateix acabat que si foren projectades individualment moltes imatges juxtaposades i inoportunament unides.